# Pervez Khan Khattak
Pervez Khan Khattak (* 1. Januar 1950) ist ein pakistanischer Politiker und war vom 31. Mai 2013 bis zum 6. Juni 2018 der 16. gewählte Ministerpräsident von Khyber Pakhtunkhwa. Seit dem 20. August 2018 ist Khattak Verteidigungsminister Pakistans.